# Андрейченко, Андрей Валерьевич
Андре́й Вале́рьевич Андре́йченко (род. 29 марта 1984, Новосибирск) — российский политический деятель.
Депутат Государственной думы VII созыва с 31 мая 2017 года. Депутат Законодательного собрание Приморского края VI созыва с 18 сентября 2016 года по 24 мая 2017 года.

## Биография
Родился 29 марта 1984 года в Новосибирске.

### Образование
В 2006 году окончил гуманитарный факультет Новосибирского государственного университета по специальности «Преподаватель истории со знанием языка» с присвоением квалификации «историк».
Будучи студентом в Новосибирске был членом Новосибирской городской общественной организации «Дем Клуб», вёл один из сезонов Клуба Парламентских дебатов - КПД.
Как дебатер принял участие в ряде турниров по дебатам общероссийского и международного уровней. Обладатель Кубка Сибири по Парламентским дебатам.
Активный участник ряда телевизионных проектов, организованных при участии лидеров Дем Клуба.

### Преподавательская деятельность
В 2006 году переехал в Приморье. Занимался преподаванием истории в Дальневосточном государственном университете и Дальневосточном государственном техническом университетах. Помимо этого участвовал в организации образовательных лагерей для молодежи и молодежных форумов.

### Общественно-политическая деятельность
Вскоре после переезда стал главой межрегиональное общественное движение «Наша страна», которое возглавлял до 2008 года.
По одним сведениям, стал 2006 году стал членом партии ЛДПР, став в ней заместителем координатора по работе с молодежью, а также редактором партийных изданий, однако в одном из интервью Андрейченко назвал годом вступления в партии 2010-й.
4 марта 2012 года избран депутатом Думы Находкинского городской округа по общей части списка кандидатов.
Пребывание в городском парламенте Владивостока оказалось недолгим и уже 14 октября 2012 года Андрейченко, как лидер общегородского списка ЛДПР, избран по результатам выборов депутатом Думы города Владивостока. В ней входил в состав комитета по социальной политике и делам ветеранов, одновременно с этим был помощником депутата Государственной думы РФ от ЛДПР Руслана Калюжного.
8 июля 2013 года региональное отделение ЛДПР выдвинуло Андрейченко кандидатом на выборах главы Владивостока. По итогам голосования 8 сентября 2013 года набрал 1,80 % голосов участников голосования (шестое место из девяти кандидатов).
В 2014 году региональное отделение ЛДПР выдвинуло Андрея Андрейченко кандидатом для участия в выборах губернатора Приморского края, состоявшихся 14 сентября 2014 года. На них получил 4,77 % голосов участников голосования (третье место из четырёх).
Некоторое время работал главным инженером ООО «Мастерская противопожарных работ».
В 2016 году выдвинулся кандидатом на выборах депутатов Государственной думы РФ VII созыва и как по списку партии ЛДПР (возглавлял региональную группу № 41, Приморский край), так и во Владивостокском одномандатном избирательном округе. Не прошёл в российский парламент ни по списку, ни как одномандатник (в округе получил 11,74 % голосов избирателя, заняв третье место из восьми). Одновременно с этим избирался в Законодательное собрание Приморского края, на выборах шёл под 2-м номером в общекраевом списке, по результатам выборов был избран.
24 мая 2017 года Андрейченко получил мандат депутата Государственной думы VII созыва, ставший вакантным после смерти члена фракции ЛДПР Василия Тарасюка. В связи с этим досрочно прекращены полномочия депутата Законодательного собрания Приморского края. 31 мая зарегистрирован как депутата нижней палаты парламента. Вошел во фракцию ЛДПР и думский комитет по природным ресурсам, собственности и земельным отношениям.
30 июня 2018 года выдвинут региональным отделением ЛДПР для участия в предстоящих выборах губернатора Приморского края. Получил голоса 9,27 % от принявших участие в голосовании, заняв тем самым четвёртое место (из пяти участников), не пройдя тем самым в предстоящий во второй тур. Во втором туре поддерживал выдвиженца от «Единой России» врио губернатора Приморья Андрея Тарасенко против представителя КПРФ Андрея Ищенко. После скандального второго тура итоги выборов были признаны недействительными.
23 октября 2018 года вновь выдвинут приморским ЛДПР кандидатом на повторные выборы губернатора Приморского края. Андрей Ищенко на них не был допущен, в результате чего Андрейченко смог получить 171 061 голос или 25,16 % голосов избирателей, заняв второе место.
Является координатором Приморского отделения ЛДПР.

## Награды
- Благодарность Правительства Российской Федерации (20 июля 2019 года) — за большой вклад в развитие российского парламентаризма и активную законотворческую деятельность[9]